# Carlo Marini
Carlo Marini (Spoleto, 27 aprile 1950 – Roma, 5 gennaio 2019) è stato un doppiatore, direttore del doppiaggio e attore italiano.

## Carriera
Da attore, ha recitato nei film W la foca di Nando Cicero, Cugine mie di Marcello Avallone e Von Buttiglione Sturmtruppenführer di Mino Guerrini, oltreché nella fiction Rai Posso chiamarti amore? e in quella Mediaset Il testimone.
Ha recitato a teatro in due opere dirette da Franco Enriquez: il Coriolano (1975) e Il sipario ducale (1976).
Marini è stato anche direttore del doppiaggio di film quali Platoon, Terminator ed Edward mani di forbice.
Per molti anni è stato il narratore dei documentari del programma La macchina del tempo, in onda su Rete 4.
È morto il 5 gennaio 2019 all'età di 68 anni.

## Filmografia
- Von Buttiglione Sturmtruppenführer, regia di Mino Guerrini (1977)
- Cugine mie, regia di Marcello Avallone (1978)
- W la foca, regia di Nando Cicero (1982)
- Indizio fatale - film TV (1999)
- Il testimone - film TV (2001)
- Posso chiamarti amore? - film TV (2004)

## Teatro
- Coriolano (1975)
- Sipario ducale (1976)

## Doppiaggio

### Cinema
- Mel Gibson in Interceptor, Interceptor - Il guerriero della strada, Detector
- Michael Caine in Vestito per uccidere, Quel giorno a Rio, L'inferno sommerso
- Sylvester Stallone in Porno proibito
- Willem Dafoe in L'ultimo treno
- William Hurt in Gorky Park
- Chris Pedersen in Platoon
- Stephen Collins in Jumpin' Jack Flash
- Gregory Hines in Saigon
- Dennis Hopper in The Piano Player
- Barry Newman in Punto zero
- Nick Nolte in Off the Black - Gioco forzato
- Richard Ridings in I fratelli Grimm e l'incantevole strega
- Mickey Rourke in Sola nella trappola
- James Earl Jones in Parole dal cuore
- Fred Ward in Il mio nome è Remo Williams

### Televisione
- Mike Connors in Mannix
- Bill Cosby in Le spie
- Rutger Hauer in Salem's Lot
- Al Pacino in Angels in America
- J. K. Simmons in Oz
- William Forsythe in Boardwalk Empire - L'impero del crimine
- Volkmar Kleinert in Il clown

### Cartoni animati
- MetalSeadramon e Ogremon in Digimon Adventure
- Cap. Dobbs in Funky Cops
- Duca Max in La principessa Sissi
- Voce narrante in Candy Candy
- Kutal/Kutal Hyperlion in Shinzo
- Voce narrante in Gundam (2ª ediz.)
- Dr. Hell in Mazinkaiser
- Egokhan in Farhat - Il principe del deserto[6]